# Хайнрот, Иоганн
Иоганн Кристиан Август Хайнрот (нем. Johann Christian August Heinroth, 17 января 1773, Лейпциг, курфюршество Саксония — 26 октября 1843, Лейпциг, Германский союз) — немецкий врач, автор термина «психосоматика».

## Биография
Родился 17 января 1773 года в Лейпциге. медицинское образование начал получать на родине, а продолжил в Вене. Проходил краткий курс богословия Эрлангене. Вернулся в Лейпциг, где в 1805 году получил медицинскую докторскую степень. В следующем году начал преподавать в Лейпцигском университете, где в 1827 году стал профессором медицины. В 1818 году впервые ввел термин «психосоматика» в медицинской литературе.
Умер 26 октября 1843 году в Лейпциге.

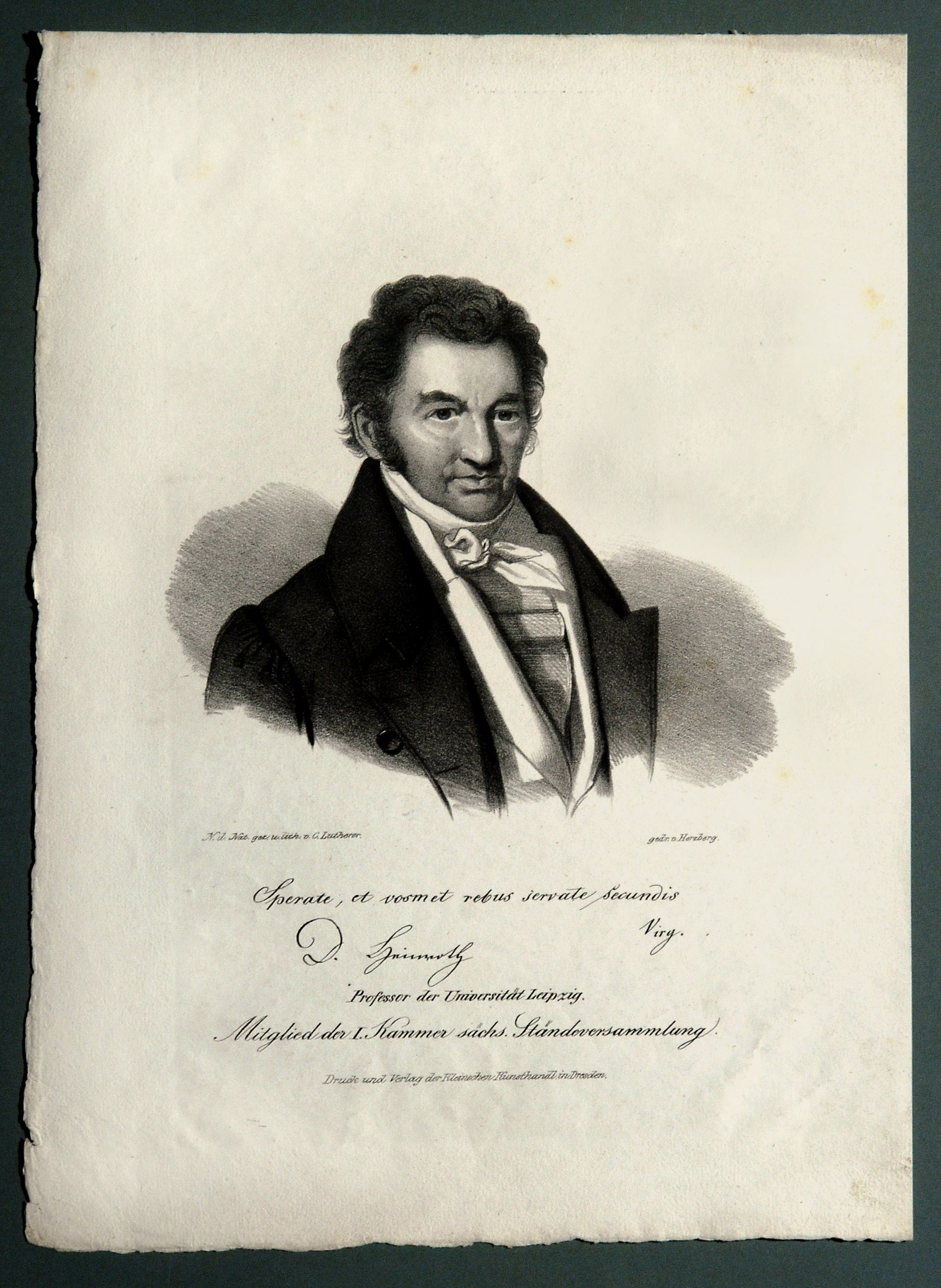
Литография 1811 года

## Список произведений
- Учебник расстройств душевной жизни, или Душевные расстройства и их лечение. Изложено с рациональной точки зрения. В 2-х частях. Лейпциг: Фогель, 1818.
- Учебник антропологии. Лейпциг, 1822.
- Учебник науки душевного здоровья. 1823.
- Об истине. 1824.
- Наставление молодым врачам-психиатрам о правильном лечении их больных. Лейпциг: Фогель, 1825.
- Система психическо-судебной медицины. Лейпциг, 1825.
- Анти-органон, или Ложное в учение Ганеманна в органоне медицинских наук. Лейпциг: Хартманн, 1825.
- Психология как учение о самопознании. 1827.
- Об основных ошибках в воспитании и их последствиях. Для родителей, воспитателей и врачей-психиатров. Лейпциг: Фогель, 1828.
- История и критика мистицизма всех известных народов и времён. Лейпциг: 1830.
- Основы криминальной психологии. Берлин, 1833.
- Ложь, прибавление к учению о душевных расстройствах. 1834.
- О воспитании и самообразовании. Лейпциг: Кноблох, 1837.
- Ортобиотика, или Учение о правильной жизни. Лейпциг, 1839.

#### Переводы на русский язык
- О истине. Сочинение И. Х. А. Гейнрота, Профессора Психологии Лейпцигского Университета и Врача Душевных болезней. Напеч. иждивением Князя А. Б. Голицына. Перевел с Немецкого А. Накропин. – С. Петербург: В типографии В. Шульца и Г. Бенеце, 1835.